# Nille Lindgren
Nils Åke Reinhold (Nille) Lindgren, född 24 juni 1946 i Västerås, död 15 augusti 2021 i Simrishamn, var en svensk översättare.
Nille Lindgren översatte från 1983 omkring 125 böcker från engelska, huvudsakligen skönlitteratur och biografier. Bland författare han översatte märks Alain de Botton och Reginald Hill. 2017 tilldelades Lindgren Elsa Thulins översättarpris 2016 för en framstående översättargärning.

## Översättningar (urval)
- Paula Gosling: Blues för vänster hand (Loser's blues) (Wahlström & Widstrand, 1983)
- Elmore Leonard: LaBrava (LaBrava) (Wahlström & Widstrand, 1985)
- Lawrence Sanders: Den tredje dödssynden (The third deadly sin) (Wahlström & Widstrand, 1987)
- John Irving: En bön för Owen Meany (A prayer for Owen Meany) (Gedin, 1989)
- James Lee Burke: Neonregnet (The neon rain) (Wiken, 1991)
- Douglas Adams: I stort sett menlös: del 5 i Liftarens guide-trilogin (Mostly harmless) (Bonnier Alba, 1993)
- Joseph Heller: Slutspel (Closing time) (Gedin, 1995)
- Gitta Sereny: Albert Speer och sanningen (Albert Speer: his battle with truth) (Bonnier Alba, 1997)
- Joyce Carol Oates: Brudgummen (The Barrens) (Natur och kultur, 2002)
- Colm Tóibín: Mästaren (The master) (Bonnier, 2005)
- Gary Shteyngart: Absurdistan (Absurdistan) (Natur och kultur, 2007)
- Michael Ondaatje: Kattens bord (The cat's table) (Natur och kultur, 2012)
- Richard Ford: Kanada (Canada) (Bromberg, 2013)
- Masha Gessen: Ord kan krossa betong: berättelsen om Pussy Riot (Words will break cement) (översatt tillsammans med Thomas Grundberg, Bromberg, 2014)